# پس‌ریزی منی
پس‌ریزی منی یا کِرِم‌پای (به انگلیسی: Creampie) (همچنین به‌عنوان «انزال داخلی» و به‌طور معمول در زمینه همجنس‌گرایی، به‌عنوان «پرورش یا زادوولد» نیز شناخته می‌شود) به حالتی در پایان آمیزش جنسی گفته می‌شود که در آن مرد (بدون استفاده از کاندوم) پس از تخلیه منی در واژن یا مقعدِ شریک جنسی، به‌صورت غیرارادی بازپس ریخته می‌شود که منجر به تراوش یا چکیدن مایع منی از روزنه می‌شود. این صحنه، به‌ویژه در پورنوگرافی و خصوصاً پورنوگرافی هاردکور به وفور مورد استفاده قرار می‌گیرد. پس‌ریزی منی ممکن است از واژن یا از مقعد صورت گیرد، روش‌های مختلفی برای جلوگیری از پس‌ریزی منی وجود دارد مانند نگه‌داشتن آلت تناسلی در واژن یا بالاگرفتن پاهای زن مدتی بعد از آمیزش، بعضی به پهلو خوابیدن زن مدتی بعد از آمیزش و ادرار نکردن را نیز روش مؤثری در باقی‌ماندن منی و بیرون نریختن آن می‌دانند.

## استفاده در پورنوگرافی
تصاویر پس‌ریزی منی یا کِرِم‌پای در فیلم‌های پورنوگرافی یک پیشرفت نسبتاً جدید است. آنها در فیلم‌های پورنوگرافی اولیه یافت نمی‌شوند. استفاده از واژه کِرِم‌پای (creampie) برای توصیف چنین صحنه‌هایی در پورنوگرافی آمریکایی در اوایل دهه ۲۰۰۰ میلادی شکل گرفت و در اوایل سال ۱۹۹۹ مورد استفاده قرار گرفت.
در پورنوگرافی صریح، فعالیت جنسی اغلب با یک گردنبند مروارید، فیشال یا سایر انزال‌های قابل مشاهده دنبال می‌شود. صحنه‌های «پس‌ریزی منی» از قراردادهای پورنوگرافی دگرجنس‌گرایانه خارج می‌شوند و به نفع تصویری که بیشتر تقلید از فعالیت جنسی در زندگی روزمره است، روی آورده‌اند؛ آنها را «تصویر متقابل» چهره‌ها می‌نامند. از اوایل سده بیست و یکم به تصویر کشیدن صحنه‌های «پس‌ریزی منی» تبدیل به یک زیرژانر محبوب در پورنوگرافی دگرجنس‌گرایانه شده است و شامل انزال‌های واژینال و مقعد است. در برخی از فیلم‌های کِرِم‌پای، فعالیت جنسی، از جمله انزال داخلی، با لیسیدن مایع منی چکیده از بدنشان توسط بازیگران دنبال می‌شود. در برخی از فیلم‌های پورنوگرافی از یک جایگزین مصنوعی منی برای شبیه‌سازی یا تقویت عکس‌های «پس‌ریزی منی» یا «کِرِم‌پای» استفاده می‌کنند.
انزال داخلی و به دنبال آن تصاویری از منی که از مقعد چکه می‌کند، گاهی در پورنوگرافی همجنس‌گرایانه بدون استفاده از کاندوم نشان داده می‌شود، جایی که به آن‌ها با اصطلاح «پرورش» یا «تیراندازی معکوس» اشاره می‌شود. «پرورش یا زادوولد» گاهی توسط «فِلِشینگ» انجام می‌شود که شامل مکیدن مایع منی از مقعد شریک جنسی است.

## خطرات سلامتی
تولید پورنوگرافی حاوی «کِرِم‌پای» یا «پس‌ریزی منی» شامل رابطه جنسی محافظت‌نشده، که خطر بارداری در زنان و عفونت‌های مقاربتی (STIs/STDs) مانند اچ‌آی‌وی (HIV) را افزایش می‌دهد. همچنین خطر ابتلا به بیماری‌های مقاربتی به‌طور چشمگیری در انزال مقعدی افزایش می‌یابد.
در سال ۲۰۰۴، در یک مورد بسیار معروف، لارا روکس، بازیگر تازه‌کار پورنوگرافی، هنگام فیلم‌برداری صحنه‌ای حاوی کِرِم‌پای مقعدی، دچار عفونت‌های متعدد، از جمله اچ‌آی‌وی، از دارن جیمز شد. جیمز به دلیل داشتن رابطه مقعدی محافظت نشده با یک زن در سفر به برزیل به اچ‌آی‌وی مبتلا شده بود. او پس از بازگشت از سفر آزمایش اچ‌آی‌وی منفی داشت و از ۱۳ بازیگر زنی که با آنها کار می‌کرد، قبل از آزمایش مثبت بعدی و قطع فعالیت، سه نفر از آنها را آلوده کرده بود.